# Devarajanahalli, Tumkur
Devarajanahalli là một làng thuộc tehsil Tumkur, huyện Tumkur, bang Karnataka, Ấn Độ.